# Rodrigo Muniz
Rodrigo Muniz, né le 4 mai 2001 à São Domingos do Prata au Brésil, est un footballeur brésilien qui joue au poste d'avant-centre à Fulham FC.

## Biographie

### Carrière en club

#### Débuts au Brésil (2020-2021)
Le 18 janvier 2020, à l'occasion de la première journée du Championnat de Rio de Janeiro 2020 face au Macaé Esporte FC, Rodrigo Muniz joue son premier match professionnel en débutant la rencontre sur le banc, il remplace Lucas Silva à la 78e minute mais ne permet pas au CR Flamengo de remporter la rencontre, le match se termine sur le score vierge de 0 à 0.
Il marque son premier but professionnel une semaine plus tard, lors de la troisième journée du Championnat de Rio de Janeiro 2020 face au Volta Redonda FC, il commence la rencontre en tant que titulaire et marque le deuxième but du Flamengo à la 73e minute, le Flamengo remporte finalement la rencontre 3-2.
Il est quelques fois appelé en équipe première pendant les premiers mois de 2020 en alternant avec l'équipe des moins de 20 ans où il est beaucoup plus actif (il finit notamment troisième de la Copa Libertadores des moins de 20 ans en 2020), son ascension est cependant momentanément arrêtée à la suite de l'annonce de la Confédération brésilienne de football qui annonce la fin des championnats brésiliens le 9 juillet 2020 à la suite de la pandémie de Covid-19.
À la reprise des championnats, Flamengo décide de prêter Rodrigo Muniz au Coritiba FC pour une durée d'un mois, permettant à Rodrigo Muniz de jouer plus régulièrement en Série A, en l'espace d'un mois il joue 6 matchs (240 minutes jouées) et marque un seul but à l'occasion de la 18e journée du championnat face au Ceará SC en marquant un but après seulement deux minutes de jeu (Coritiba perd finalement la rencontre 2 à 1).
À son retour de prêt, il intègre plus régulièrement l'équipe première jusqu'à définitivement faire partie de l'effectif à partir de janvier 2021, il joue principalement lors du Championnat de Rio de Janeiro 2021 où il inscrit 5 buts en 13 matchs, il ne joue cependant que lors des phases de groupes car Rogério Ceni décide de privilégier Gabriel Barbosa lors des finales face à Fluminense,.
À partir de juin 2021, Rodrigo Muniz commence à être lié à des clubs en Europe et principalement en Belgique où le Club de Bruges (champion en titre) et le KRC Genk (vice-champion) s'intéresserait au joueur brésilien, mais malgré un premier refus de la part de Rodrigo Muniz c'est bien le KRC Genk qui est le plus actif car le club se prépare alors à un départ de leur attaquant phare, Paul Onuachu (qui a marqué 33 buts lors de la saison 2020-2021 de Jupiler Pro League).

## Statistiques
| Saison                | Club                    | Championnat           | Championnat | Championnat | Coupe nationale | Coupe nationale | Coupe de la Ligue | Coupe de la Ligue | Compétition(s) continentale(s) | Compétition(s) continentale(s) | Compétition(s) continentale(s) | Ligue régionale | Ligue régionale | Total | Total |
| Saison                | Club                    | Division              | M.          | B.          | M.              | B.              | M.                | B.                | Comp.                          | M.                             | B.                             | M.              | B.              | M.    | B.    |
| 2020                  | CR Flamengo             | Série A               | 4           | 0           | -               | -               | -                 | -                 | CL                             | -                              | -                              | 3               | 1               | 7     | 1     |
| 2021                  | CR Flamengo             | Série A               | 9           | 3           | 2               | 1               | -                 | -                 | CL                             | 1                              | 0                              | 13              | 5               | 25    | 9     |
| Sous-total            | Sous-total              | Sous-total            | 13          | 3           | 2               | 1               | 0                 | 0                 | -                              | 1                              | 0                              | 16              | 6               | 32    | 10    |
| 2020                  | Coritiba FC (prêt)      | Série A               | 6           | 1           | -               | -               | -                 | -                 | -                              | -                              | -                              | -               | -               | 6     | 1     |
| Sous-total            | Sous-total              | Sous-total            | 6           | 1           | 0               | 0               | 0                 | 0                 | -                              | 0                              | 0                              | 0               | 0               | 6     | 1     |
| 2021-2022             | Fulham FC               | Championship          | 25          | 5           | 2               | 0               | 1                 | 0                 | -                              | -                              | -                              | -               | -               | 28    | 5     |
| 2023-2024             | Fulham FC               | Premier League        | 26          | 9           | 2               | 0               | 5                 | 1                 | -                              | -                              | -                              | -               | -               | 33    | 10    |
| 2024-2025             | Fulham FC               | Premier League        | 31          | 8           | 4               | 3               | 1                 | 0                 | -                              | -                              | -                              | -               | -               | 36    | 11    |
| 2025-2026             | Fulham FC               | Premier League        | 1           | 1           | -               | -               | -                 | -                 | -                              | -                              | -                              | -               | -               | 1     | 1     |
| Sous-total            | Sous-total              | Sous-total            | 83          | 23          | 8               | 3               | 7                 | 1                 | -                              | 0                              | 0                              | 0               | 0               | 98    | 27    |
| 2022-2023             | Middlesbrough FC (prêt) | Championship          | 17          | 2           | -               | -               | -                 | -                 | -                              | -                              | -                              | -               | -               | 17    | 2     |
| Sous-total            | Sous-total              | Sous-total            | 17          | 2           | 0               | 0               | 0                 | 0                 | -                              | 0                              | 0                              | 0               | 0               | 17    | 2     |
| Total sur la carrière | Total sur la carrière   | Total sur la carrière | 119         | 29          | 10              | 4               | 7                 | 1                 | -                              | 1                              | 0                              | 16              | 6               | 153   | 40    |

## Palmarès

### En club
| Flamengo (4) | Fulham FC (1)                          |
| --- | -------------------------------------- |
| - Championnat du Brésil : - Champion : 2020 - Supercoupe du Brésil : - Vainqueur : 2021 - Championnat de Rio de Janeiro : - Vainqueur : 2020 et 2021 | - EFL Championship : - Champion : 2022 |

### Distinctions individuelles
- Élu Joueur du mois de la Premier League en mars 2024[14]